# Lemsid
Lemsid (en árabe: لمسيد‎, en francés: Lamssid) es un municipio del Sáhara Occidental controlado por Marruecos, en la provincia del Bojador. Hasta 1976 perteneció al Sahara español.